# Cristian Pita
Pour les articles homonymes, voir Pita.
Pita  Bolaños est un nom espagnol. Le premier nom de famille, en général paternel, est Pita ; le second, en général maternel, souvent omis, est Bolaños.
Cristian David Pita Bolaños, né le 6 février 1995, est un coureur cycliste équatorien.

## Palmarès et résultats

### Palmarès par année
- 2010
  -  Champion d'Équateur sur route cadets
- 2012
  - 2e du championnat d'Équateur sur route juniors
  -  Médaillé d'argent du championnat panaméricain sur route juniors
- 2016
  - 6e étape du Tour du Guatemala
- 2021
  -  Médaillé d'argent du championnat panaméricain sur route
- 2024
  - 2e étape de la Clásica Cacique Jumandy
  - 1re étape de la Clásica de Pastaza
  - 4e étape du Tour de l'Équateur
  - 2e de la Clásica de Pastaza
- 2025
  - Yellow River Estuary Road Cycling Race : 
    - Classement général
    - 2e étape

### Classements mondiaux
| Année                                 | 2015 | 2016 | 2017  | 2018  | 2019 | 2020  | 2021 | 2022  | 2023  | 2024  |
| ------------------------------------- | ---- | ---- | ----- | ----- | ---- | ----- | ---- | ----- | ----- | ----- |
| Classement mondial                    |      | nc   | 1282e | 2397e | nc   | 2000e | 315e | 1936e | 2765e | 2679e |
| UCI America Tour                      | 192e | nc   | 108e  | 321e  | nc   | 195e  | 27e  | 303e  | nc    | nc    |
|                                       |      |      |       |       |      |       |      |       |       |       |
| Légende : nc = non classéSource : UCI |      |      |       |       |      |       |      |       |       |       |